# Puberg
Puberg je občina v departmaju Bas-Rhin francoske regije Alzacija.
Leta 1990 je v občini živelo 313 oseb oz. 64 oseb/km².